# Pela Razão que Têm
Pela Razão que Têm (1976) é um documentário de média-metragem de José Nascimento, um filme da cooperativa Cinequipe. Na linha do cinema militante, conta uma história representativa  dos efeitos da Revolução dos Cravos em terras de Portugal.

## Sinopse
Logo após a queda da ditadura salazarista, nos primeiros momentos do PREC, ocorre na aldeia das Quebradas (Mogadouro), uma das primeiras ocupações de terras no país libertado. É a primeira ocupação «selvagem» desse período, com apoio ideológico da extrema esquerda, que sustenta um princípio basista na gestão dos meios e na construção do socialismo.
Logo após a «recuperação» de «terras que eram nossas e nos foram roubadas», elegem os trabalhadores uma comissão e formam uma cooperativa. Sente-se que a luta de classes atingiu o auge, No filme, reconstituindo eventos, os ocupantes vão-nos dando conta das suas preocupações perante o volte face do golpe de 25 de Novembro. Cresce a violência reaccionária. São ordenadas buscas de armas dentro da cooperativa.
Entre os que atacam a Reforma Agrária, entra em cena a CAP, grandes senhores de terras daquelas bandas, com quartel-general em Rio Maior, vila a oitenta quilómetros de Lisboa e a uns oito de Quebradas. Perante tal gente, o povo da aldeia não verga. Esperam-nos de armas na mão. A luta será longa e dura.

## Ficha técnica
- Realização – José Nascimento
- Produção – Cinequipa
- Directores de produção – João Aboim e Américo Freitas
- Imagem – Vítor Estêvão e Alexandre Gonçalves
- Música – Zeca Afonso e Sérgio Godinho
- Montagem – Monique Rutler e José Nascimento
- Formato – 16 mm p/b
- Género – documentário (cinema militante)
- Duração – 44’
- Distribuição – Cinequipa

## Enquadramento histórico
Pelo seu propósito interventivo, enquadra-se na categoria de cinema militante, prática recorrente dos Kinoks portugueses da geração dos anos setenta. Em curtas, médias e longas-metragens, explorando os métodos do cinema directo, ocupando o seu espaço entre as obras pioneiras do novo cinema, o género prolifera no terreno fértil de Portugal, na segunda metade da década. Dois outros filme militantes da mesma época, retratando no Ribatejo outra "ocupação selvagem" de uma propriedade agrícola, são Cooperativa Agrícola da Torre-Bela de Luís Galvão Teles (1975) e Torre Bela (filme) de Thomas Harlan (1977).

## Artigos relacionados
- As Armas e o Povo (colectivo)
- Cravos de Abril de Ricardo Costa
- Cinema militante (ver: anos setenta)